# وحید جوهری
وحید جوهری (زادهٔ ۱۵ مرداد ۱۳۶۹ در نقده) عضو تیم ملی قایقرانی روئینگ ایران است.

## زندگی ورزشی
جوهری در سال ۱۳۹۱، در مسابقات کسب سهمیه بازی‌های المپیک تابستانی ۲۰۱۲ لندن که در کشور کره جنوبی برگزار شد،مقام هشتم را کسب کرد.همچنین نخستین مدال برنز روئینگ هشت نفره برای ایران را در کره جنوبی در سال 2011 بدست آورد. او در بازی‌های آسیایی ۲۰۱۰ در رشته روئینگ چهار نفره تک پارو، موفق به کسب مقام ششم شد و در بازی‌های آسیایی ۲۰۱۴ در رشته روئینگ هشت نفره مقام پنجم را کسب کرد. جوهری در سال ۱۳۹۵ نیز در مسابقات کاپ آسیایی تهران، در رشته روئینگ دونفره تک پارو، مدال نقره را به دست آورد.